# Jelentős ókori történetírók listája
Az alábbi lista a jelentősebb ókori (keleti, görög, római) történetírókat tartalmazza a Kr. u. V. század végéig, akiknek fennmaradtak műveik is.

## Időszakok

### Kr. e. 5. század
| Történetíró                                 | Nemzetiség | Műve(i)                            | Magyar fordítás |
| ------------------------------------------- | ---------- | ---------------------------------- | --- |
| Hérodotosz (Kr. e. 484 – Kr. e. 425 körül)  | görög      | Történelem                         | Hérodotosz: A görög-perzsa háború (ford. Muraközy Gyula), Osiris Kiadó, Budapest, 1998, ISBN 963-379-309-2, 839 p      |
| Thuküdidész (Kr. e. 460 – Kr. e. 395 körül) | görög      | A Peloponnészoszi háború története | Thuküdidész: A peloponnészoszi háború (ford.: Muraközy Gyula), Budapest, Osiris Kiadó, 2006, ISBN 9789633796788, 707 p |

### Kr. e. 4. század
| Történetíró                              | Nemzetiség | Műve(i)             | Magyar fordítás |
| ---------------------------------------- | ---------- | ------------------- | --- |
| Xenophón (Kr. e. 434 – Kr. e. 355 körül) | görög      | Anabaszisz          | Xenophón: Történeti munkái, Osiris Kiadó, Budapest, 2001, ISBN 963-389-119-1, 624 p |
| Arisztotelész (Kr. e. 384 – Kr. e. 322)  | görög      | Athéniak alkotmánya | Aristotelés: Az athéni állam IN: Aristotelés, Hérakleidés Lembos, Pseudo-Xenophón, Xenophón, Kritias és Héródés Attikos írásai a görög államokról, Osiris Kiadó, Budapest, 2002, ISBN 963-379-367-x, 221 p |
| Manethón (Kr. e. IV. század)             | egyiptomi  | Egyiptom története  | Részletek IN: ÓKTCh, 20–23, 34–35. o. |

### Kr. e. 3. század
| Történetíró                     | Nemzetiség | Műve(i)   | Magyar fordítás |
| ------------------------------- | ---------- | --------- | --------------- |
| Bérósszosz (Kr. e. III. század) | görög      | Khaldaika | nincs           |

### Kr. e. 2. század
| Történetíró                               | Nemzetiség | Műve(i)    | Magyar fordítás |
| ----------------------------------------- | ---------- | ---------- | --- |
| Polübiosz (Kr. e. 200 – Kr. e. 118 körül) | görög      | Történelem | Polübiosz Történeti könyvei 1–2. (ford. Muraközy Gyula et alii), Attraktor Kiadó, Gödöllő, 2002, ISBN 963-202-617-9, 1038 p |

### Kr. e. 1. század
| Történetíró                                               | Nemzetiség | Műve(i)                                                       | Magyar fordítás |
| --------------------------------------------------------- | ---------- | ------------------------------------------------------------- | --- |
| Caesar (Kr. e. 100 – Kr. e. 44)                           | római      | A gall háborúról, A polgárháborúról                           | Iulius Caesar feljegyzései (ford. Szepessy Tibor, Ürögdi György), Magyar Helikon, Budapest, 1974, ISBN 963-207-104-2, 446 p                                                          |
| Cornelius Nepos (Kr. e. 100 – Kr. e. 27 körül)            | római      | Híres férfiak                                                 | Cornelius Nepos: Híres férfiak (ford. Havas László), Európa könyvkiadó, Budapest, 1984, ISBN 963-073-608-X, 254 p                                                                    |
| Diodórosz Szikulosz (Kr. e. 90 – Kr. e. 27 körül)         | görög      | Könyvtár                                                      | Részletek IN: GTCh, 193–215. o. + RTCh, 80–84. o. |
| Sallustius (Kr. e. 86 – Kr. e. 35 körül)                  | római      | Catilina összeesküvése, Iugurtha háborúja, A Korunk története | C. Sallustius Crispus összes művei (szerk.: Zsolt Angéla), Budapest, 1978, Magyar Helikon, ISBN 963-207-277-4, 216 p                                                                 |
| Livius (Kr. e. 59 – Kr. u. 17)                            | római      | A város alapításától                                          | Titus Livius: A római nép története a város alapításától 1–7. (ford. Muraközy Gyula, Kis Ferencné), Európa Kiadó, Budapest, 1963–1976, ISBN 963-07-0832-9, 3024 p Online elérhetőség |
| Dionüsziosz Halikarnasszeusz (Kr. e. 54 – Kr. e. 7 körül) | görög      | Róma története                                                | Részletek IN: RTCh, 7–10., 16–18. o. |

### Kr. u. 1. század
| Történetíró                                 | Nemzetiség | Műve(i)                                          | Magyar fordítás |
| ------------------------------------------- | ---------- | ------------------------------------------------ | --- |
| Velleius Paterculus (Kr. e. 19 – Kr. u. 31) | római      | Róma története                                   | Velleius Paterculus: Róma története (ford.: Hoffmann Zsuzsa), Lectum Kiadó, Szeged, 2007, ISBN 9789639640092, 198 p |
| Valerius Maximus (? – 31 után)              | római      | Az emlékezetre méltó tettek és mondások 9 könyve | Részletek IN: - Görög történeti szöveggyűjtemény. Szerk. Németh György. Osiris Kiadó; - Római történeti szöveggyűjtemény. Szerk. Borhy László. Osiris Kiadó; - Ércnél maradandóbb – A görög és római történelem forrásai (Egyetemi könyvtár), Németh György (szerk.), Corvina Kiadó. |
| Quintus Curtius Rufus (? – 53)              | római      | Nagy Sándor története                            | Q. Curtius Rufus: A makedón Nagy Sándor története, Szukits Könyvkiadó, Szeged, 2003, ISBN 963-9441-69-4, 342 p. Online elérhetőség |
| Iosephus Flavius (37 – 100 körül)           | zsidó      | A zsidó háború, A zsidók története               | - Iosephus Flavius: A zsidók története: Iudaiké archaiologia. (ford. Révay József), Budapest, Talentum, 2004, ISBN 9789638396129 - Josephus Flavius: A zsidó háború: Peri tou Ioudaikou polemou. (ford. Révay József), Budapest, Talentum, 1999, ISBN 9636450412                     |
| Tacitus (55 – 117 körül)                    | római      | Agricola, Germania, Korunk Története, Évkönyvek  | Tacitus összes művei I–II. (ford. Borzsák István), Európa Kiadó, Budapest, 1980, ISBN 963-07-1559-7, 1085 p |

### Kr. u. 2. század
| Történetíró                | Nemzetiség | Műve(i)                             | Magyar fordítás                                                                                                |
| -------------------------- | ---------- | ----------------------------------- | --- |
| Suetonius (69 – 160 körül) | római      | Császáréletrajzok, Híres férfiakról | Suetonius összes művei (ford. Kopeczky Rita), Osiris Kiadó, Budapest, 2004, ISBN 963-389-260-0, 618 p          |
| Florus (74 – 130 körül)    | római      | Róma háborúi                        | Lucius Annaeus Florus: Róma háborúi, Európa Könyvkiadó, Budapest, 1979, ISBN 963-07-1881-2, 247 p              |
| Arrianus (86 – 165 körül)  | görög      | Anabaszisz                          | Részlet IN: GTCh, 274–289. o.                                                                                  |
| Appianosz (95 – 165 körül) | görög      | Római történelem                    | Appianosz: Róma története (Sapientia humana sorozat), Osiris Kiadó, Budapest, 2008, ISBN 9789633899106, 1084 p |

### Kr. u. 3. század
| Történetíró                           | Nemzetiség | Műve(i)                                                      | Magyar fordítás |
| ------------------------------------- | ---------- | ------------------------------------------------------------ | --- |
| Cassius Dio (155 – 229 után)          | görög      | Róma története                                               | Részletek IN: RTCh, 161–163., 187–192. o. |
| Julius Africanus (160 – 240 körül)    | görög      | Krónika                                                      | nincs |
| Héródianosz (178 – 240 körül)         | görög      | A Római Birodalom története Marcus Aurelius halálától        | Héródianos: A Római Birodalom története Marcus Aurelius halálától (ford. Fehér Bence és Kovács Péter), Osiris Kiadó, Budapest, 2005, ISBN 963-389-669-X, 220 p                                                |
| Diogenész Laertiosz (180 – 240 körül) | görög      | Filozófusok életének és tanainak gyűjteményes összefoglalása | Diogenész Laertiosz: A filozófiában jeleskedők élete és nézetei I. – II. (ford. Rokay Zoltán), h. n., Jel, 2005, ISBN 963931885X                                                                              |
| Iustinus (III. század)                | római      | Világkrónika kivonat                                         | Világkrónika a kezdetektől Augustusig (Fülöp királynak és utódainak története) – Marcus Iunianus Iustinus kivonata Pompeius Trogus művéből (ford. Horváth János), Helikon Kiadó, 1992, ISBN 9632080564, 436 p |

### Kr. u. 4. század
| Történetíró                              | Nemzetiség | Műve(i)                                | Magyar fordítás |
| ---------------------------------------- | ---------- | -------------------------------------- | --- |
| Kaiszareiai Euszebiosz (263 – 339)       | görög      | Egyháztörténet, Krónika                | Euszebiosz egyháztörténete, Szent István Társulat, Budapest, 1983, ISBN 963-360-184-3, 602 p                               |
| Eutropius (? – 387 után)                 | római      | Róma rövid története                   | Eutropius: Róma rövid története, Helikon Kiadó, Budapest, 2003, ISBN 963-208-836-0, 120 p                                  |
| Sextus Aurelius Victor (320 – 390 körül) | római      | Háromrészű történelem                  | Németh György (Szerk.) Ércnél maradóbb. A görög és római történelem forrásai. Budapest. Corvina Kiadó                      |
| Ammianus Marcellinus (330 – 395 körül)   | római      | Róma története                         | Ammianus Marcellinus: Róma története, (ford.: Szepesy Gyula), Európa Könyvkiadó, Budapest, 1993, ISBN 963-07-5551-3, 793 p |
| ismeretlenek (IV. század)                | rómaiak    | Historia Augusta (Fenséges történetek) | Historia augusta: Császárok története, Debrecen, Multiplex Media, 2003, ISBN 9632102983, 633 p                             |

### Kr. u. 5. század
| Történetíró                                       | Nemzetiség | Műve(i)                                  | Magyar fordítás |
| ------------------------------------------------- | ---------- | ---------------------------------------- | --- |
| Orosius (380 körül – 417 után)                    | római      | Történelem a pogányok ellen hét könyvben | Részletek IN: Késő római szöveggyűjtemény. Szerkesztők: Székely Melinda – Illés Imre Áron. JATE-Press, 2013. ISBN 978963315124 2 Online változat |
| Szókratész Szkholasztikosz (380 körül – 439 után) | görög      | Egyháztörténet                           | Szókratész egyháztörténete, Szent István Társulat, Budapest, 1984, ISBN 963-360-287-4, 598 p |
| Theodorétosz (393 – 466?)                         | görög      | Egyháztörténet                           | Részlet IN: Simon Róbert (szerk.): A bizánci irodalom kistükre. Budapest: Európa Kiadó. 1974. ISBN 9630703459 |
| Szozomenosz (400 – 450 körül)                     | görög      | Egyháztörténet                           | nincs |
| Zószimosz (műk. 490–510 körül)                    | görög      | Új történet                              | Részletek IN: - Görög történeti szöveggyűjtemény. Szerk. Németh György. Osiris Kiadó; - Római történeti szöveggyűjtemény. Szerk. Borhy László. Osiris Kiadó; - Ércnél maradandóbb – A görög és római történelem forrásai (Egyetemi könyvtár), Németh György (szerk.), Corvina Kiadó. |

## Válogatások ókori történetíróktól
- ÓKTCh = Ókori keleti történeti chrestomathia (szerk. Harmatta János), Osiris Kiadó, Budapest, 2003, ISBN 963-389-425-5, 430 p
- GTCh = Görög történeti chrestomathia (szerk. Borzsák István),  Nemzeti Tankönyvkiadó Rt., Budapest, 1997, ISBN 963-18-7715-9, 291 p
- RTCh = Római történeti chrestomathia (szerk. Marót Károly), Nemzeti Tankönyvkiadó Rt., Budapest, 1997, ISBN 963-18-7716-7, 287 p
- Görög történetírók (A világirodalom klasszikusai sorozat), Európa Könyvkiadó, Budapest, 1988, ISBN 963-07-4334-5, 697 p
- Római történetírók (A világirodalom klasszikusai sorozat), Európa Könyvkiadó, Budapest, 1986, ISBN 963-07-3750-7, 797 p